# Limnebius wittei
Limnebius wittei är en skalbaggsart som beskrevs av Balfour-browne 1950. Limnebius wittei ingår i släktet Limnebius och familjen vattenbrynsbaggar. Inga underarter finns listade i Catalogue of Life.